# NLRP6
NLRP6 (англ. NLR family, pyrin domain containing 6) — цитозольный белок, Nod-подобный рецептор семейства NALP, продукт гена NLRP6, участвует в регуляции апоптоза и воспаления.

## Функции
Регулирует активность каспазы-1, способствует активации воспалительного фактора транскрипции NF-κB. 
Является рецептором вазопрессина и таким образом участвует в регуляции водно-солевого баланса; играет роль в метаболизме глюкозы и липидов, регуляции апоптоза и клеточного цикла.

## Структура
Зрелый белок состоит из 892 аминокислот, молекулярная масса — 98,8 кДа.  Молекула включает домены DAPIN и NACHT, 5 LRR (лейцин-обогащённых)-повторов и участок связывания АТФ. 
Связывается с адапторным белком PYCARD (ASC) через свой домен DAPIN.